# Protonemura mattheyi
Protonemura mattheyi är en bäcksländeart som först beskrevs av Aubert 1956.  Protonemura mattheyi ingår i släktet Protonemura och familjen kryssbäcksländor. Inga underarter finns listade i Catalogue of Life.